# Gonomyia (Gonomyia) lucidula
Gonomyia (Gonomyia) lucidula is een tweevleugelige uit de familie steltmuggen (Limoniidae). De soort komt voor in het Palearctisch gebied.